# Chronicles of the Juice Man
Chronicles of the Juice Man è il primo album in studio del rapper statunitense Juicy J, pubblicato nel 2001.

## Tracce
1. Pimptro – 1:03
2. North, North Pt. 2 (featuring Project Pat) – 3:41
3. Who Da Buckest (featuring La Chat, Project Pat & Frayser Boy) – 4:07
4. Gimme Head (featuring La Chat & Frayser Boy) – 3:46
5. Pimp Talk – 0:25
6. Like a Pimp (featuring La Chat) – 3:15
7. Killa Klan (featuring Crunchy Black & Lord Infamous) – 4:43
8. Smoke Dat Weed (featuring Lord Infamous) – 4:48
9. Buck Gangsta Beat – 3:27
10. Mafia Niggaz (featuring La Chat, Crunchy Black, Frayser Boy, DJ Paul & Lord Infamous) – 4:17
11. Name It After Me / Outro (featuring Frayser Boy) – 6:11
12. Gimme Sum (featuring La Chat & Frayser Boy) – 4:16
13. Soldiers from the Northside – 2:51
14. Dick Suckin' Hoez – 3:50